# Kanlaon
O monte Kanlaon (em tagalo:  Bundok Kanlaon) é montanha mais alta da ilha Negros, nas Visayas, Filipinas, com 2586 m de altitude. É um estratovulcão ativo com diâmetro de 30 km na base e tem espalhados muitos cones piroclásticos e crateras. O cume tem uma caldeira setentrional larga e estendida com um lago de cratera. Outra cratera menor está a sul.
O vulcão tem três fontes de águas termais nas encostas: Mambucal, Bucalan e Bungol. Os vulcões próximos são o monte Silay e o Mandalagan, a norte do Canlaon. A cidade de Canlaon fica ao lado do vulcão.